# Out of the City
Out of the City ist eine Split-7″-Single der norwegischen Hard-Rock-Band Audrey Horne und der deutschen Blues-Rock-Band Zodiac. Sie wurde am 15. August 2014 über Napalm Records veröffentlicht.

## Entstehung
Die beiden Bands lernten sich im März 2014 bei einer gemeinsamen Europatournee kennen. Audrey Horne waren mit der schwedischen Band Grand Magus Co-Headliner während Zodiac als Vorband teilnahmen. Im Sommer 2014 nahmen beide Bands unabhängig voneinander die neuen Studioalbum Pure Heavy (Audrey Horne) bzw. Sonic Child (Zodiac) auf. Dabei stellte sich zufällig heraus, dass beide Bands ein Lied namens Out of the City aufgenommen haben. Das Plattenlabel der beiden Bands Napalm Records hatte daraufhin die Idee, beide Lieder auf einer 7″-Single zu veröffentlichen. Die Split-Single erscheint auf weißem und goldenen Vinyl in einer Auflage von jeweils 300 Exemplaren.
Audrey Hornes Lied Out of the City basierte auf einem von Espen Lien geschriebenem Basslauf, der seiner Meinung nach zunächst nach Southern Rock klang. Nach der Bearbeitung der Gitarristen Arve Isdal und Thomas Tofthagen wurde das Lied laut Sänger Torkjell Rød lizzyfiziert, eine Anspielung an die irische Band Thin Lizzy. Für das Lied wurde in Berlin ein Musikvideo gedreht. Als Gast trat der Sänger der schwedischen Band Amon Amarth Johan Hegg und seine Ehefrau Maria auf. Die Bandmitglieder von Audrey Horne sind im Video als Handpuppen zu sehen.

## Titelliste
1. Audrey Horne: Out of the City – 3:52
2. Zodiac: Out of the City – 4:50

## Rezeption
Marc Halupczok vom deutschen Magazin Metal Hammer bezeichnete Audrey Hornes „Out of the City“ als „Gute-Laune-Nummer“. Thomas Kupfer vom Magazin Rock Hard schrieb in seiner Rezension, dass die Nachfolgeband von Thin Lizzy, die Black Star Riders, für eine Nummer wie Out of the City töten würden.
Das Lied von Zodiac wurde von Oliver Paßgang vom Onlinemagazin Powermetal.de als „richtig guten Rock-Song“ beschrieben, der „durch den spartanischen Piano-Einsatz eine leicht bluesige Note bekommt, ohne dass dieser in diese Kategorie passen würde“.